# Minutvolym
Minutvolym (eller respiratorisk minutvolym) mäts i liter luft och är den sammantagna volym luft som ventileras under en minut. Minutvolym kan beräknas genom att multiplicera tidalvolym med andningsfrekvens.